# نافخة
نَافِخَة أو أغريل (الاسم العلمي Agrilus)، جنس حشرات من الناصعات ورتبة غمديات الأجنحة. أنواعها لا تقل عن 3000 نوع، ويعد هذه الجنس أكبر أجناس الممكلة الحيوانية من ناحية عدد أنواعه. وهي شائعة في جميع أقطار العالم.